# Cornelius Paulinus Swanenburg

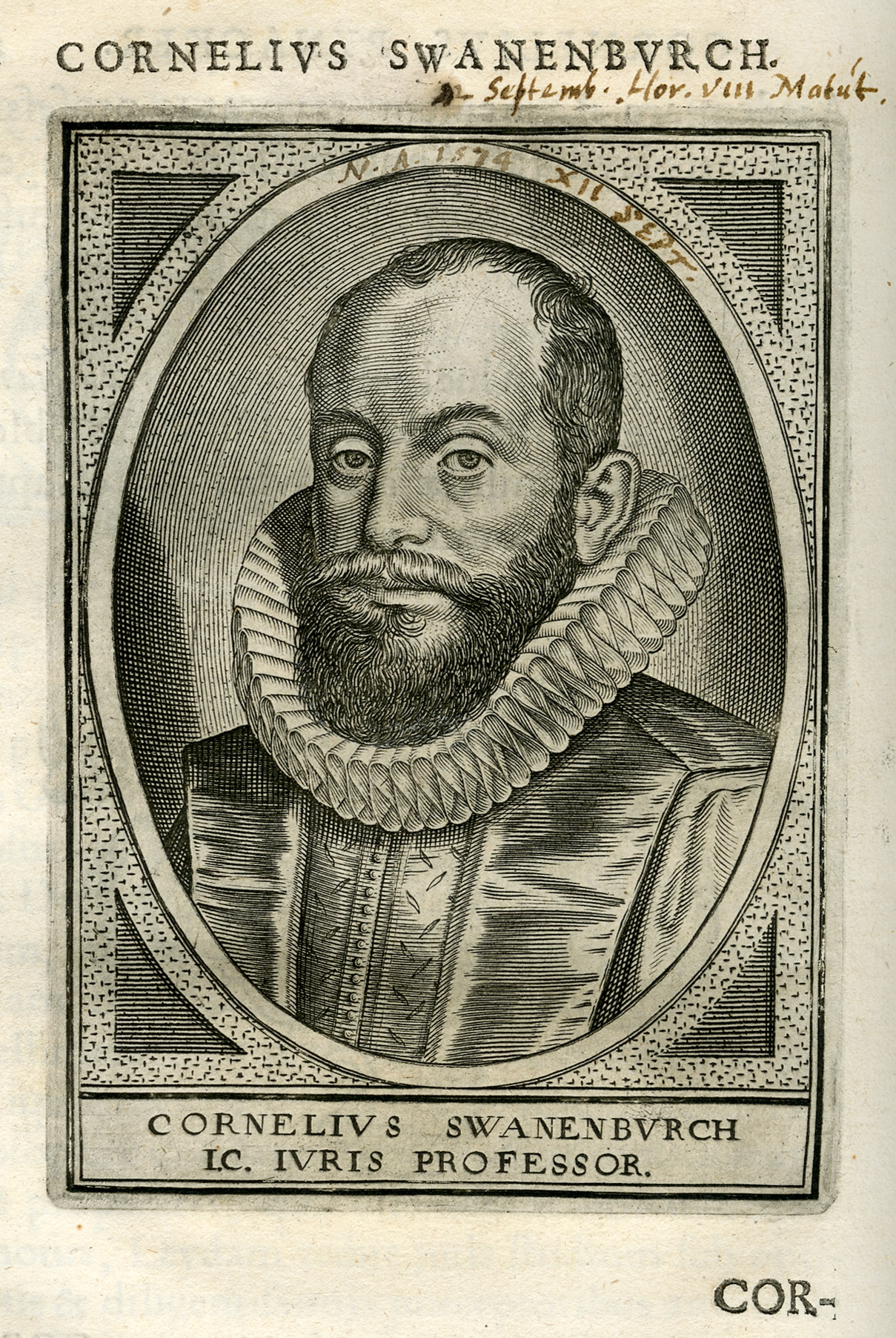
C.P. Swanenburg (Sammlung Academisch Historisch Museum, Leiden)

Cornelius Paulinus Swanenburg; auch: Cornelius Paulinus Swanenburgius, Cornelius Paulinus Leydensis; (* 12. September 1574 in Leiden; † 12. Mai 1630 ebenda) war ein niederländischer Rechtswissenschaftler.

## Leben
Swanenburg begann am 2. Mai 1591 an der Universität Leiden ein Studium der Rechtswissenschaften. Besonders Eberhard Bronchorst förderte ihn, unter dem er 1592 die Abhandlung de Legibus, S.C. et longa consuetudine und am 3. Juli 1593 de Restitutione in integrum minorum verteidigte. Am 6. September 1595 erwarb er den akademischen Grad eines Lizentiaten der Rechte, setzte am 9. September 1597 seine Studien in Douai fort und promovierte nach einigen kleinen Schwierigkeiten 1597 in Leiden zum Doktor der Rechte. Am 9. November 1597 wurde er außerordentlicher Professor der Rechtswissenschaften in Leiden und nach dem Tod von Cornelis de Groot am 8. Februar 1611 ordentlicher Professor der Instituten und Pandekten.
Nachdem er 1613 und 1622 bereits auf der Nominationsliste für das Amt eines Rektors Magnifizenz der Alma Mater gestanden hatte, wurde ihm dieses Amt 1615 übertragen. Mehrmals wurde Swanenburg für den Senat der Staaten von Holland delegiert, wo er die Interessen der Leidener Hochschule vertrat. An eigenständigen Schriften hat er wenig hinterlassen, vielmehr dürfte seine Bedeutung vor allem im praktischen Lehrbetrieb der Hochschule liegen. In diesem Amt wirkte er bis zu seinem Lebensende. Sein Schüler Petrus Cunaeus hielt seine Leichenpredigt.
Swanenburg war verheiratet mit Wilhelmina van Tetrode. Aus dieser Ehe stammt der Sohn Paul, welcher Bürgermeister von Leiden wurde. Auch ein Otto Schwanenburgius, der in Utrecht und Heidelberg studierte, könnte sein Sohn sein. Sein Porträt findet man im Alm. Ac. L. (Almanach Acta Leydensis?).

## Weblink
- Swanenburch im Professorenkatalog der Universität Leiden

| Personendaten    | Personendaten                                                                 |
| ---------------- | ----------------------------------------------------------------------------- |
| NAME             | Swanenburg, Cornelius Paulinus                                                |
| ALTERNATIVNAMEN  | Swanenburgius, Cornelius Paulinus; Schwanenburg, Cornelius Paulinus Leydensis |
| KURZBESCHREIBUNG | niederländischer Rechtswissenschaftler                                        |
| GEBURTSDATUM     | 12. September 1574                                                            |
| GEBURTSORT       | Leiden                                                                        |
| STERBEDATUM      | 12. Mai 1630                                                                  |
| STERBEORT        | Leiden                                                                        |